# Milan Knížák

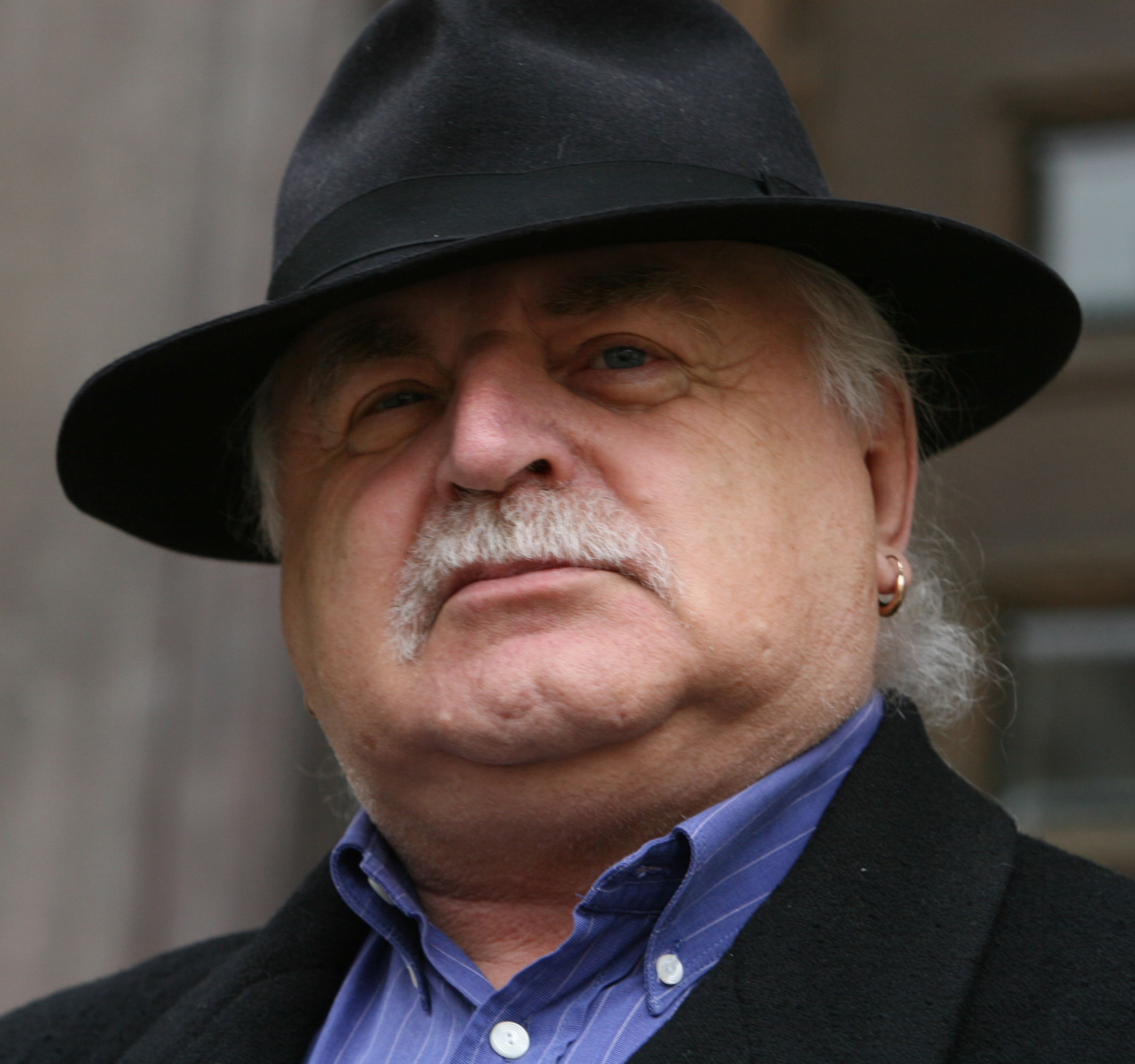
Milan Knížák (2007)

Milan Knížák (* 19. April 1940 in Pilsen, Protektorat Böhmen und Mähren) ist ein tschechischer Aktionskünstler und Musiker, der die ersten Fluxus-Aktionen in Tschechien organisierte.

## Leben und Werk
Milan Knížák wurde in Pilsen in Böhmen als Sohn der Buchhalterin Julia Knížáková und des Malers, Musikers und Mathematiklehrers Karel Knížák geboren. Nach der Vertreibung der Deutschen aus der Tschechoslowakei zog die Familie nach Marienbad an die Grenze zur Oberpfalz.
Im Alter von vierzehn Jahren begann Knížák zu malen. Seine erste Ausstellung fand 1958 in Marienbad statt. Sein frühes Werk wurde beeinflusst von dem Maler und Kriegsveteranen Vladimír Modrý (1907–1976).
Beginn der 1960er Jahre wandte er sich dem Happening und Installationen zu. Zusammen mit Jan Mach, Vít Mach, Sonia Švecová, Jan Trtílek und Robert Wittmann gründete er 1962 die Künstlergruppe „Aktuální umění“, die 1966 in „AKTUAL“ umbenannt wurde. „A Walk around Novy Svět (New World)“ und die „Demonstration for Oneself“ von 1964 waren frühe Aktionen, die auf den Straßen und Hinterhöfen Prags stattfanden. Zuschauer waren Passanten.
Vermittelt von Jindřich Chalupecký wurde Milan Knížák Mitglied der Fluxusbewegung und, wie George Maciunas behauptete, 1965 der „Direktor von Fluxus-Ost“. Er organisierte Aktionen und Konzerte in Tschechien sowie 1966 Fluxus-Festivals in Vilnius, Litauen und in Prag zusammen mit Ben Vautier, Jeff Berner, Serge Oldenbourg, Dick Higgins und Alison Knowles. 1969 folgte Budapest in Ungarn und 1977 ein Festival in Posen, Polen.
George Maciunas lud Knížák 1965 in die USA ein. Drei Jahre später hatte er ein Visum und nahm dort an Fluxus-Aktionen teil. In New Brunswick in Kanada realisierte er die „Lying Ceremony“ und in New York City die „Difficult Ceremony“. 1970 kehrte er zurück in die Tschechoslowakei. Einige seiner Werke sind Teil der Sammlung des museum FLUXUS+ in Potsdam.
Ein Stipendium des DAAD ermöglichte ihm einen Aufenthalt in West-Berlin, wo er Wolf Vostell und Jiří Kolář kennenlernte.
Milan Knížák war von 1990 bis 1997 Direktor der Akademie der Bildenden Künste Prag und bis zur Emeritierung Professor dort. Von 1999 bis 2011 berief man ihn zum Direktor der Prager Nationalgalerie.

## Broken Music
1965 erfand Knížák „Broken Music“. Schallplatten wurden gebrochen, geklebt, verbrannt oder verkratzt. Fragmente verschiedener Platten klebte er zu neuen Schallplatten zusammen, manchmal wurden sie auch bemalt und dann abgespielt.
Das Ergebnis dieser Bearbeitungen wurde dann aufgenommen und in den frühen 1970er Jahren als Schallplatte herausgebracht.

## Auszeichnungen
Milan Knížák hat 2010 die tschechische Verdienstmedaille erhalten.

## Einzelausstellungen (Auswahl)
- 1972: Museum am Ostwall, Dortmund
- 1986: Lauter ganze Hälften, Kunsthalle Hamburg
- 1987: Kleider, auf den Körper gemalt, Sprengel Museum Hannover und Museum Bochum
- 1991: Fluggefühl, Schloss Solitude, Stuttgart, Germany

## Gruppenausstellungen (Auswahl)
- 1971: Happening-Fluxus, Württembergischer Kunstverein Stuttgart
- 1977: documenta 6, Kassel
- 2012: A House Full of Music Darmstädter Künstlerkolonie Mathildenhöhe, Darmstadt[7]

## Künstlerbücher/Kataloge (Auswahl)
- 1965-86. Kleider auf den Körper gemalt.1987, Sprengel Museum Hannover
- Aktionen, Konzepte, Projekte, Dokumentationen., 1980, Olödenburger Kunstverein
- Etwagedichte / Probable Poems / Asibasne., 1982, Selbstverlag Knizak
- Flüssiges Schweigen, 1983, Edition Ars Viva/DAAD
- 1953 1988 - Porádá Dum umeni mesta Brna, 1989, Galerie Benedikta Rejta
- Fluggefühl, 1991, Akademie Schloß Solitude
- Liebliches Trauma mit Jürgen Goertz, 1994, Ausstellungskatalog Ausstellung Reichstagsgebäude
- Actions, 2000, Gallery, spol. s r.o. (Jaroslav Kořán)
- Písně kapely Aktual, 2003, vyd. MAŤA
- Encyklopedie výtvarníků loutkového divadla v českých zemích a na Slovensku od vystopovatelné minulosti do roku 1950, 2005, Nucleus HK
- One Hundred Works of the National Gallery in Prague, 2006, Nationalgalerie Prag

## Tonträger (Auswahl)
- Broken Musik, LP, Multhipla Records
- Broken Musik, MC, 7inch, Edition Hundertmark
- Broken Musik, Flexi, Berliner Künstlerprogramm des DAAD
- Obřad Hořící Mysli, DoLP, Condor
- Navrhuju Krysy, CD, Anne Records
- Fluxus (Anrufbeantwortermusik) mit Kommissar Hjuler, LP, Psych.KG
- Petition zum studentischen Protest mit Mama Baer und Kommissar Hjuler, LP, Psych.KG
- String Quartets CD, Sub Rosa